# Haga, Helsingfors
Haga (finska: Haaga) är ett distrikt och en stadsdel i Helsingfors. Delområden inom stadsdelen är Södra Haga, Stenhagen, Norra Haga och Lassas.
Haga som villasamhälle fick sin början när Kustbanan Åbo-Helsingfors öppnades år 1903. Detta möjliggjorde snabba transporter mot huvudstaden från Hoplax hållplats. Aktiebolaget M.G. Stenius parcellerade tomter för villabyggare som ville flytta till Haga villasamhälle. Samma företag var också aktivt i Helsingforsstadsdelen Munksnäs. År 1920 grundade man efter en folkomröstning Hoplax kommun av Drumsö, Munksnäs och Haga, men Haga bröt sig ut år 1923 och bildade Haga köping. År 1946 inkorporerades Haga köping och dess 3 300 invånare med Helsingfors tillsammans med flera andra små kommuner. På 1950-talet revs nästan all villabebyggelse i Haga och ersattes med höghus.

## Haga köpings historia

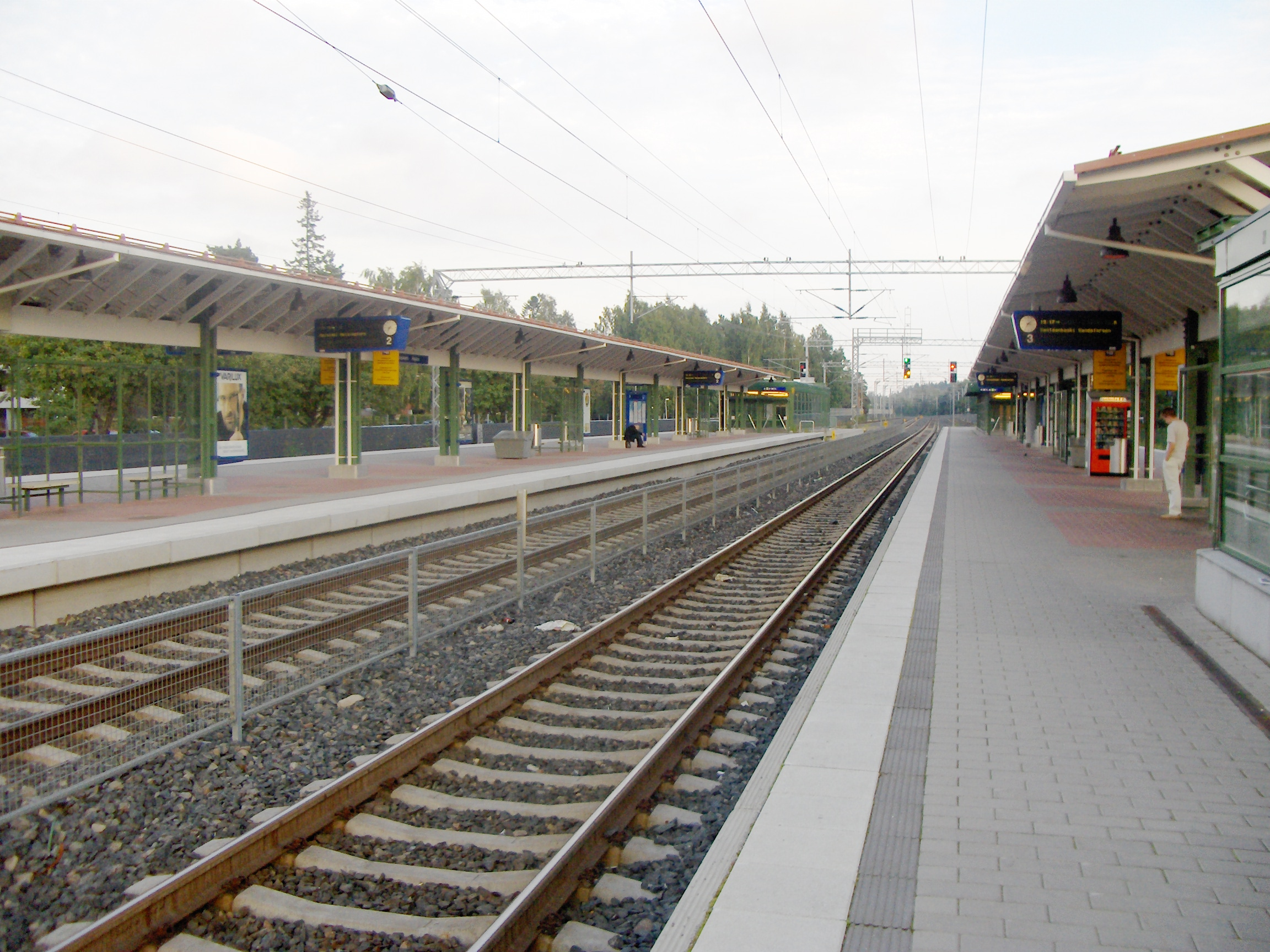
Hoplax station, som byggdes om år 2001

Då Kustbanan Åbo-Helsingfors byggdes, inrättades en hållplats 6 km från Helsingfors som fick namnet Hoplaks haltpunkt. Trafiken inleddes 1903. Markägaren Mårten Gabriel Stenius sålde och arrenderade tomter nära hållplatsen för villabebyggelse. År 1906 grundades Haga samhälle med sammanträngd befolkning och blev således en självstyrd del inom Helsinge kommun. Åren 1920–1922 var Haga en del av Hoplax kommun, innan området upphöjdes till en självständig kommun, Haga köping, i början av 1923. Områdena Brunakärr och Nyåker flyttades över till Helsingfors 1925. Dessa enklaver utgjorde 5,3 hektar. I början av 1946 upphörde Haga köping och inkorporerades med Helsingfors stad. Köpingen hade då  3 300 invånare. År 1931 hade Haga 2 511 invånare, varav finskspråkiga 1 357 (54 %) och svenskspråkiga 1 131 (45 %).

### Grundandet av köpingen
Det första förslaget att grunda en köping i Haga gjordes redan 1909 vid samhällets första kommunmöte av ordförande Sigurd Stenius. Samma år grundades en köpingskommitté för att utreda saken. Kommittén samlade material i åratal och dess betänkande blev klart 1916.
Inflytelserika kretsar i Helsingfors förespråkade en anslutning till huvudstaden men kommittén var måttligt intresserad av den idén. Samhällets fullmäktige behandlade ärendet 1917 och var av samma åsikt som kommittén. Fullmäktiges ordförande Lihr befullmäktigades att lämna in en ansökan till Finlands senat som behandlade ärendet länge och grundligt. Finska inbördeskriget sköt upp projektet och grannkommunernas utlåtanden dröjde. Den dåvarande inrikesministern understödde förslaget att Haga slås samman med Helsingfors och först 1922 efter regeringsskiftet fortskred ärendet. Den nya inrikesministern Heimo Helminen avgjorde ärendet till Hagas favör och 8 april 1922 stadfäste republikens president förordningen om att grunda Haga köping från början av följande år.

### Köpingens område

Haga köping markerad med rött enligt kommungränser 1923–1945

Köpingens areal var enligt jordregistret 368,36 hektar, enligt Lantmäteriverket 370 hektar och enligt statistiska årsböcker 360 hektar. Vattenområden hörde inte till köpingen. Områdets största längd i nord-sydlig riktning var cirka 4 km och största bredd 1,5 km. Köpingens grannar var Helsingfors stad, Helsinge kommun, Hoplax kommun med Munksnäs samhälle och Åggelby kommun.
Köpingen hade mycket goda förbindelser mot Helsingfors. Landsvägen mot Åbo gick genom områdets södra del och köpingen delades itu av järnvägen. Det fanns också en spårväg från Helsingfors som slutade i områdets östra del nära järnvägen.
Terrängen lämpade sig bra för bebyggelse och det fanns mycket lämplig mark. Å andra sidan fanns det stora bergsområden och relativt stora myrmarker. Kärren fanns till största delen i köpingens västra del vid Hoplax kommungräns.

### Markägoförhållanden
Köpingens största markägare var Aktiebolaget M.G. Stenius som ägde Haga och Backas stomlägenheter, samt tomter som ännu inte sålts. Helsingfors stad köpte hela bolaget i slutet av 1938 och fick på så vis 282,13 hektar mark i köpingen. Sedan tidigare ägde staden 29,14 hektar i Haga.
Resten av marken var främst privatägd. Haga köping ägde själv endast 2,43 hektar av sitt område. Detta bestod av en skoltomt, en tomt för den kommande kyrkan, idrottsplan, vägtomt och två brunnstomter. Hoplax församling ägde en kyrka i köpingen och tomten för den kommande prästgården. Staten ägde det tvångsinlösta järnvägsområdet och polisstationens tomt.

### Invånare och bostäder
Enligt folk- och byggnadsräkningen 1930 var största delen av hagaborna industri- eller hantverksarbetare, 34,9 %. I butiker och kontor jobbade 14,5 %, i hushållsarbeten 14,3 %, i offentliga tjänster och fria yrken 11,1 %, inom trafiken 8,7 % och inom jordbruket (främst handelsträdgårdar) 7,5 %.
Av köpingens invånare 1930 var 52,2 % finskspråkiga, 43,8 % svenskspråkiga och 3,7 % talade andra språk. År 1946 utgjorde de finskspråkiga 66,3 %.
År 1930 fanns det 262 fastigheter i köpingen, varav 81 % på egen mark och resten på arrendemark. Uppvärmda byggnader uppgick till 369 stycken och i dessa fanns det 860 lägenheter, med tillsammans  2 133 rum.

### Stadsplaner
Haga köping var indelat i fem delar vars stadsplanering fortgick då Haga blev köping. Köpingsdelarna hade inga namn utan de numrerades från I till V. Före köpingen grundades hade köpingsdelarna I och II fått en stadfäst stadsplan som baserade sig på  Eliel Saarinens grandiosa Munksnäs-Haga-plan från 1915. De detaljerade ritningarna ritades av ingenjör Edvin Hedengren.
Den tredje köpingsdelen som omfattade området på bägge sidor om Åbo landsväg i mitten av köpingen fick en stadsplan gjord av Saarinen år 1919. Saarinen gjorde ett utkast och själva planen ritades av Helsingfors stadsplanearkitekts assistent Berndt Aminoff. Den stadfästes av inrikesministeriet 1925.
Den fjärde köpingsdelens stadsplan visade sig vara svår. Området låg på båda sidorna om järnvägen i köpingens västra del. Flera förslag utarbetades, det första 1927. Man kunde inte komma överens om utförandet och kriget kom emot. Planläggningsarbetet hann inte bli klart innan Haga inkorporerades med Helsingfors 1946. Köpingens gynnsamma utveckling lockade nya invånare till Haga och den fjärde köpingsdelen bebyggdes med låga hyres- och egnahemshus med undantagslov. Inte heller den nordliga femte köpingsdelen hann få en stadsplan.

### Styre
Köpingsfullmäktige bestod till en början av 24 medlemmar och från 1926 av 23 medlemmar. Den centrala makten hades av köpingsstyrelsen som bestod av ordförande och sex medlemmar. Från början av 1931 utnämndes styrelsens ordförande till köpingsdirektör. Jämfört med städers administration skiljde sig Haga genom att det inte fanns en magistrat utan dessa uppgifter sköttes av köpingsstyrelsen och sedan 1931 av ordningsrätten som hade en ordförande och två medlemmar.
Hagas köpingsdirektörer:
- borgmästare Torsten Malinen 1931–1933
- juris kandidat Ensio Kytömaa 1933–1937
- häradshövding Arnold Stenvall 1937–1941
- häradshövding Wäinö Häkkinen 1941–1945

Under de första åren var köpingskansliet öppet för allmänheten torsdagar klockan 18–19. Senare höll man också öppet på tisdagar samma tid. Drätselkontoret höll öppet den första vardagen varje månad.

### Befolkningens inkomst
Närheten till Helsingfors och goda kommunikationer gjorde att en stor del av köpingsborna jobbade i staden. År 1930 utgjorde dessa personer 41,6 % av alla arbetstagare. Det fanns relativt lite produktionsverksamhet i Haga och 1933 fanns fyra industrianläggningar:
- OY Parkettityö AB, 22 arbetare
- AB Finska Fläktfabriken, 16 arbetare
- J. A. Salmisen Makkaratehdas, 5 arbetare
- Finska Tryckfärgfabriken AB, 2 arbetare

Egentligt lantbruk fanns inte alls i Haga om man bortser tillfälliga hyrda områden. Däremot fanns det relativt många handelsträdgårdar i köpingen.
Befolkningens inkomster bestod i grunden av löner. Under 1930-talet var denna andel 75–80 % av de beskattningsbara inkomsterna. Hagabornas inkomster var klart lägre än helsingforsarnas.

### Hagas ekonomi
Grunden i Hagas kommunala ekonomi utgjordes av skatter och de var relativt sett små. Skatteinkomsterna var också beroende av konjunkturer. Under köpingens första år rådde det högkonjunktur och kommunens utgifter var små. Under lågkonjunkturer hade kommunen svårt att klara av sina kommunala plikter trots ett högt skatteöre.
Köpingen hade ett rätt stort dollarobligationslån från 1924 då invånarna krävde ökad komfort. Därför måste vatten- och avloppsledningar dras och skolor, kommunalhem och vägar byggas. Då dollarns kurs steg ökade lånets kostnader mer än förväntat. Också  vattenledningarna och avloppet från 1931 inverkade på den trängda ekonomin. Under det värsta året 1933 utgjorde amorteringar och räntor en fjärdedel av kommunens utgifter. År 1945 var de endast 1/14.

### Vägar och gator
Redan Haga villastad försökte sitt bästa med att sköta vägarna. Då köpingen grundades var största delen av vägarna i undermåligt skick. År 1923 tillsattes en vägnämnd att sköta om vägärenden och sedan 1934 tog köpingsstyrelsen hand om vägproblem.
Fullmäktige beviljade ansenliga summor för vägbyggnad. För ett obligationslån som lyftes 1924 köptes en ångskrapa och en elektrisk stenkross. Vägarbeten gjordes också som nödhjälp från och med 1927. År 1938 beslöt fullmäktige att asfaltera Stationsvägen (nuv. Köpingsvägen) längs med hela dess längd. Vägarnas namn och tomternas nummer fastslogs 1928 av fullmäktige och godkändes av statsrådet.

### Vattenförsörjning
Byggandet av vattenledningar och avlopp var ett problem som framskred mycket långsamt. Aktiebolaget M.G. Stenius ägde en pumpstation norr om järnvägen som startades sommaren 1928. Ledningsnätet byggdes i samarbete med köpingen. Fullmäktige önskade att så många arbetslösa hagabor som möjligt skulle anlitas i utbyggnaden.
År 1945 var den sammanlagda längden 7 197 meter, varav köpingens andel var 3 477 m. Det vatten som rann i ledningarna användes rätt litet eftersom många invånare hade egna brunnar. Det byggdes färre avloppsledningar än vattenledningar. På grund av detta måste hagaborna bära ut sitt smutsvatten vilket ledde till att de använde så lite vatten som möjligt.

### Elektricitet, telefon och post
Haga fick elbelysning hösten 1918. Haga elverk köpte till en början el av Aktiebolaget M.G. Stenius transformator i Mejlans. Kontraktet sades upp och elen köptes av Gottfr. Strömbergs Elaktiebolag. Från och med 1929 köptes elen av Helsingfors stads elverk. Köpingen sålde också en del el till delar av Munksnäs samhälle och Sockenbacka.
Till elverkets personal hörde en disponent, en montör, en kontorsassistent och en som tog betalt. Disponenten skötte även om telefoncentralen. Samhället hade 1914 köpt en telefoncentral som opererades av Helsingfors telefonförening (HTF) och som kallades Haga central. Centralen fungerade som en del av köpingens tekniska verk. År 1929 övergick centralen till HTF och den automatiserades.
Posttrafiken växte från år till år. Postkontoret fanns i villa numer 34 vid Stationsvägen och kallades Hoplax postkontor. Två försök att byta postkontorets och järnvägsstationens namn från Hoplax till Haga gjordes 1923 och 1934 men förgäves.

### Hälsovård
Hagas hälsoordning utarbetades 1916. En ändring i lagstiftningen gjorde reformen nödvändig och den nya ordningen trädde i kraft 1933. Då stadfästes närmare hur försäljningen av livsmedel, drycker och njutningsmedel skulle ordnas. Också hälsosamma förhållanden i restauranger, kaféer, hotell, skolor, barberare, tvätterier och fabriker reglerades.
År 1925 inledde Harald Schwela jobbet som köpingsläkare och 1928 grundades en tjänst för en ambulerande sjukskötare. Hen skulle hjälpa och ge råd i sjukdomsfall och sprida hälsoupplysning. Barnmorskans tjänst drogs in då mammorna i Haga hellre vände sig till Kvinnokliniken i Helsingfors och privata inrättningar. För att förbättra de hygieniska förhållandena anställde köpingen en renhållningsman som samlade upp sopor från privata hus. Förutom den lön som han fick av köpingen tog han betalt för varje lass av husets ägare.
Köpingen understödde Mannerheims barnskyddsförbunds hälsostation som sköttes av en sjuksyster. Köpingen hade inget eget sjukhus. Då det fanns för många sjuka på sjukhusen i Helsingfors hyrdes en lägenhet som sjukstuga och den sköttes av tillfällig personal. Mentalt sjuka sköttes på Mariefors mentalsjukhus. Hagas första apotekare var Axel Fonselius som började sälja läkemedel 1938.

### Fattigvård och arbetslösa
Köpingens fattigvårdsnämnd grundades 1923 och uppgjorde en fattigvårdsordning. Köpingen beslöt att grunda tjänster för en ombudsman och en barnvårdsinspektör. Dessutom hade nämnden anställt en kvinna som besökte hemmen och gjorde det praktiska arbetet på fältet. År 1936 ändrades nämndens namn till ombesörjningsnämnden. Cirka 20–40 personer fick anstaltsvård årligen och 10–40 barn togs om händer i privata hem.
Haga byggde inte ett eget kommunalhem trots att det fanns planer på sådant. I stället förhandlade köpingen med grannkommunerna. Förhandlingar med Åggelby ledde ingen vart, men Hyvinge gick 1929 med på att ta emot fem personer som behövde anstaltsvård.
Köpingen försökte också lösa arbetslösheten så gott den kunde. Från år 1929 fungerade en arbetslöshetskommitté i Haga och senare en arbetslöshetsnämnd vars uppgifter flyttades till ombesörjningsnämnden 1937. Under depressionen var antalet arbetslösa i köpingen betydande. Åren 1930–1934 var 36–103 personer arbetslösa beroende på månad. Köpingen var tvungen att använda stora summor på nödhjälpsarbete. De arbetslösa placerades att arbeta i huvudsak i köpingens stenkross och vägarbeten, men de deltog också i att bygga Jorvasvägen och Helsingfors-Malm flygplats. Dessutom byggdes Hagas vatten- och avloppsnät främst med hjälp av arbetslösa.
Förutom fattigvården hade kommunen andra ombesörjningsuppdrag, speciellt för barnskydd, kringströvare och alkoholister. I oktober 1928 öppnades ett mottagningshem för barn. I Haga fungerade två nykterhetsföreningar som arbetade med barn, en socialdemokratisk och en obunden.

### Brandväsendet
Redan de första villaägarna grundade en frivillig brandkår 1904 som fick namnet Lill-Hoplaks FBK. Bränder skedde rätt ofta och FBK var populär. 1916 var det första året då brandkåren inte alls ryckte ut.
Landshövdingen godkände Haga samhälle med sammanträngd befolknings brandordning som var i kraft tills att köpingen grundades. Ordningen förnyades 1936. Brandinspektioner gjordes till en början av brandnämnden och under de nya reglerna av brandinspektionsnämnden som bestod av brandchef, sotare och en medlem. Till köpingens första brandchef på halvtid valdes 1936 montör Rönnqvist och 1944 arbetsledare Gustaf Winkler.
År 1919 bytte brandkåren namn till Haga Frivilliga Brandkår. Dess finska namn Haagan VPK introducerades först 1974. Styrkan uppgick till 57 man 1936 och de alarmerades med en elektrisk siren. Brandkåren hade fyra sprutor och en egen depå.

### Allmän ordning

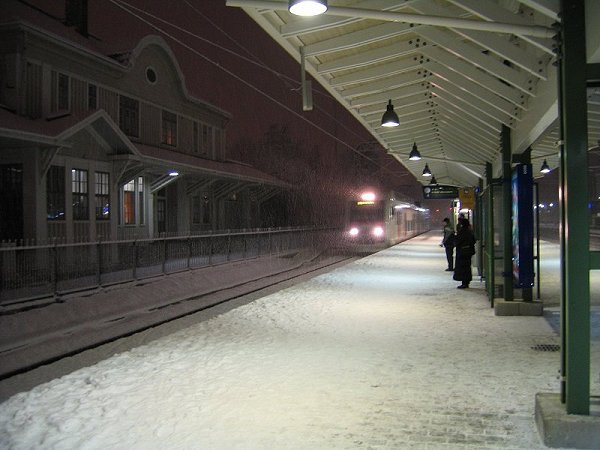
Stationsbyggnaden

Den dåliga allmänna ordningen i Haga oroade köpingens ledning. Speciellt under köpingens första år klagade invånarna ofta på att den allmänna ordningen stördes och god sed inte beaktades vid stationen och på vägarna. Enligt invånarna fanns det för få personer som upprätthöll ordningen i köpingen. Man försökte bland annat göra Haga en del av Helsingfors polisväsende, men förgäves.
Köpingen hade behövt en ny effektiv polisordning eftersom man följde polisordningen från 1916 för Haga samhälle med sammanträngd befolkning. År 1933 gav fullmäktige ett förslag om att ändra ordningsstadgan, men arbetet gick långsamt och kom halvvägs 1936 då man redan började vänta på att Haga skulle inkorporeras med Helsingfors.
För att förbättra trafikkulturen godkändes en ordningsstadga 1924 för att framföra av cykel på köpingens vägar. De allt vanligare och allt snabbare bilarna skrämde cyklister och fotgängare. Landshövdingen beslöt i mars 1939 på fullmäktiges begäran att hastigheten får högst vara 50 km/h i köpingen. På landsvägen Helsingfors–Åbo var hastighetsbegränsningen dock 70 km/h.

### Trafikförbindelser
Haga hade utmärkta trafikförbindelser speciellt mot Helsingfors. Tågen körde ofta och landsvägen var bred. År 1912 byggdes järnvägens  väsentligt hållplatsområde ut. Den växande landsvägstrafiken gjorde att man byggde två tunnlar under järnvägen 1921. 1920 blev Haga en station av tredje klass och dess första stationschef var W. Poppius.
Den enkelspåriga elspårvägen började trafikera mellan Haga och Helsingfors 1914. De vagnar som körde direkt till Haga gick till en början från Gamla studenthuset med 20 minuters intervall. Senare startade linjen vid Salutorget. 1927 såldes spårvägen som ägdes av Aktiebolaget M.G. Stenius till Helsingfors Spårvägs och Omnibus Aktiebolag
Busstrafik prövades på sommaren 1907 då AB Automobil OY köpte en bil. Då tekniken inte var värst utvecklad slutade försöket redan samma år och bilen såldes till Stockmann som byggde om den till lastbil. Först 1924 inledde bussen Kuriiri trafiken mellan Helsingfors järnvägsstation och Hoplax station.

### Kyrkliga förhållanden

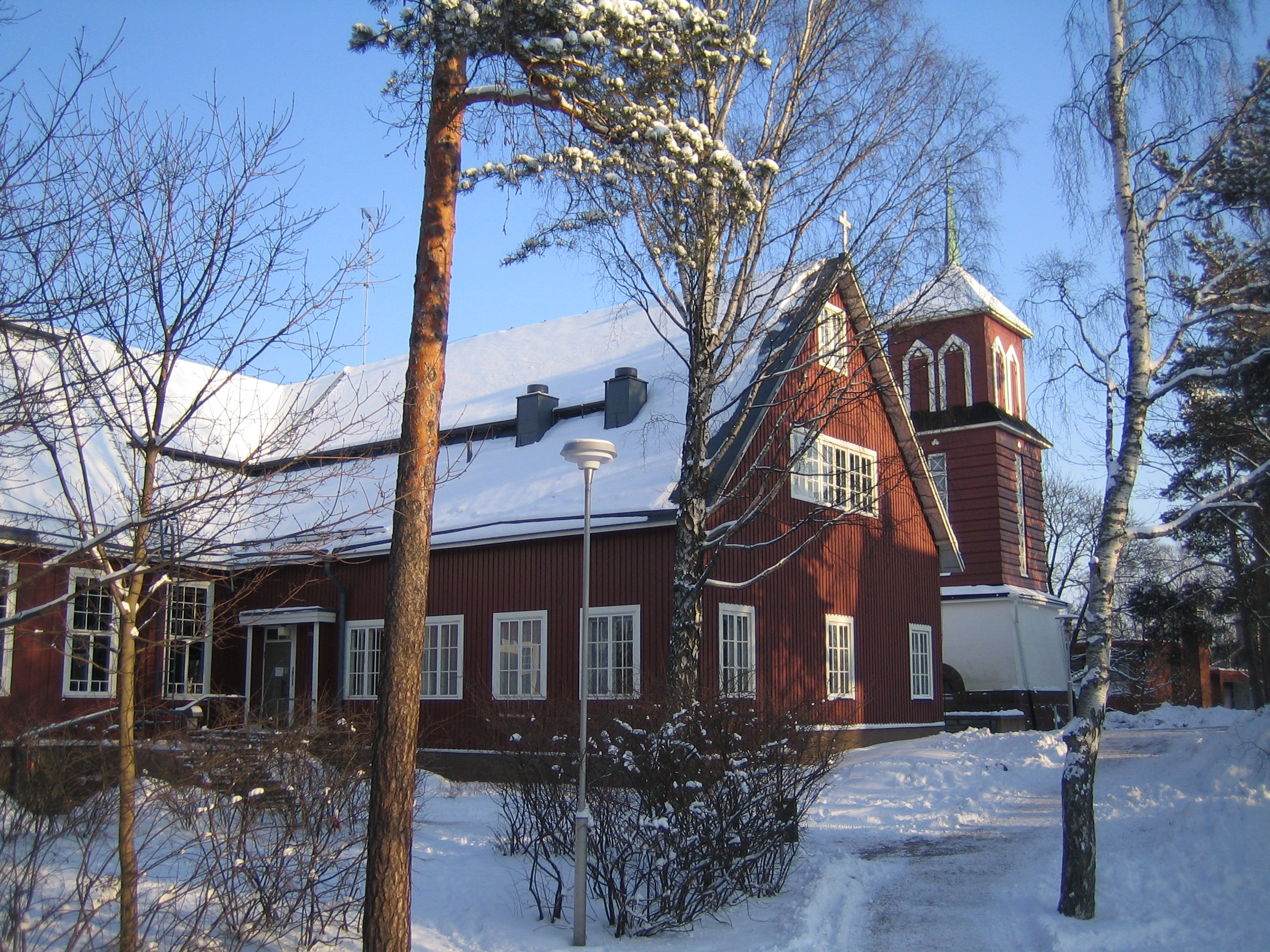
Hoplax kyrka

Det långa avståndet mellan Helsinge kyrkoby och Haga försvårade kontakten till kyrkan. Därför var många hagabor mantalsskrivna i Helsingfors och gick i kyrkan där. 1917 grundades Haga kyrkoherdekommun till vilken hörde Munksnäs och Drumsö, förutom Haga. Den blev en självständig församling 1921.

#### Södra Haga kyrka
Redan 1914 fanns det ett bönerum i Haga där predikare höll bönestunder. 1917 hyrdes finska folkskolans stora festsal för gudstjänster. Folkskolan verkade i "Suomalaisuuden pirtti" som byggts som ungdomsföreningens hus. Församlingen köpte byggnaden, byggd 1908, och byggde om den till kyrka enligt ritningar av arkitekt Albert Nyberg år 1928. Han har också ritat klockstapeln byggd 1932. 1942 renoverades kyrkan enligt arkitekt Toivo Paatelas ritningar och 1974 planerades renoveringen av arkitekt Mirja Castrén.

### Folkskolan och biblioteket
Munksnäs svenska folkskola inledde sin verksamhet 1897, men den låg två kilometer från Haga. På hösten 1906 grundades en filial som sköttes av Helsingfors stad men som barnen i Haga också fick gå i. Den verkade i hyrda lokaler tills den 1918 fick ett eget hus på Steniusvägen 22. Hösten 1915 öppnades en svensk småbarnsskola.
Köpingen delades in i två skoldistrikt som båda omfattade hela köpingen. Det ena var svenskspråkigt, den andra finskspråkigt. Det fanns dock endast ett skolhus i köpingen som användes av båda språkgrupperna. Skolan hade sex klassrum, åtta lärare, en vaktmästare och uppvärmare.
Haga kulturförening grundade privata bibliotek som kunde användas av föreningarnas medlemmar. Också skolorna hade lärar- och elevbibliotek som tjänade en del av hagaborna. Ett kommunalt bibliotek blev klart först 1945 och det placerades i församlingshuset.

### Idrottsföreningar och skyddskåren
I köpingens budget fanns det årligen en summa reserverad för idrott. Idrottsnämndens uppgift var att övervaka sportplanens, kälkbackens och skridskobanans skick. 1924 grundades föreningen Huoplahden Hurjat. Finskspråkiga var i majoritet i föreningen men också svenskspråkiga deltog i dess verksamhet. Kretsar som stod arbetarföreningen nära grundade föreningen Haagan Haka. Det fanns också en borgerlig svenskspråkig förening, Haga idrottsklubb.
Trots att många befolkningsgrupper protesterade användes köpingens medel till att understöda Haga skyddskår och Haga Lotta Svärd. Under ledning av lokala ledare övade skyddskårens medlemmar att hantera vapen, samt olika militära och idrottsliga färdigheter. En viktig del av verksamheten var fester och olika sociala evenemang. Båda föreningarna lades ner efter andra världskriget.

### Industri och affärsliv
Storindustri fanns det inte i Haga och köpingsfullmäktige avslog ansökningar om att anlägga storindustrier i köpingen. Under köpingens första år verkade en fabrik som lyfte, torkade och balade torv, men byggnaden förstördes i en brand 1925 som började i en petroleummotor. Fabriken byggdes inte upp på nytt utan slutade verksamheten.
Till de största företagen hörde köpman Eemeli Paloties brädgård. Dess stora lager förstördes i en brand 1941 och då Palotie dog följande år lades verksamheten ner. Hoplax läderfabrik brann delvis 1919 och igen 1926. Byggnaden av tegel klarade sig och fabriken fortsatte tillverkningen fram till 1929. Köpingen köpte byggnaden och grundade en köttinspektionsstation där.
Andra företag var Suomen Painoväritehdas och E.A. Winklers bleck- och plåtsmedsfirma som tillverkade burkar och förpackningar. Werner Fohströms såpfabrik slutade tillverkningen 1936. A.M. Johanssons snickarfabrik tillverkade parkett och J.A. Salminen tillverkade korv. Öster om spårvägen fanns Helsingfors tändsticksfabrik som tillverkade papperständstickor. Fabriken byggdes upp på nytt efter en brand 1922. Suomen Puhallintehdas flyttade 1936 till Mosabacka och in flyttade Helsingin Mattotehdas som tillverkade kokosmattor och pappersmattor efter kriget. På Bågskyttevägen 16 fanns Jäger Filmi som var en av köpingens största elkonsumenter.
C.T. Wardi hade som mest 27 växthus där man odlade rosor, nejlikor, begonior och hortensior. Edv. Stenius växthus köptes på en auktion 1932 av Juho Jännes. Trädgården kallades Männistön kukkatarha. 
Under kriget odlades tomater och grönsaker där. De andra trädgårdsföretagen i Haga var mindre.
Alko öppnade en butik 1932 på Stationsvägen 4. Affärsman A. Taiminen grundade Hagas första biograf 1924. Kino Haga verkade bara till 1926. Den följande bion öppnade 1936 under namnet Haga Kit-Cat.

### Inkorporeringen med Helsingfors

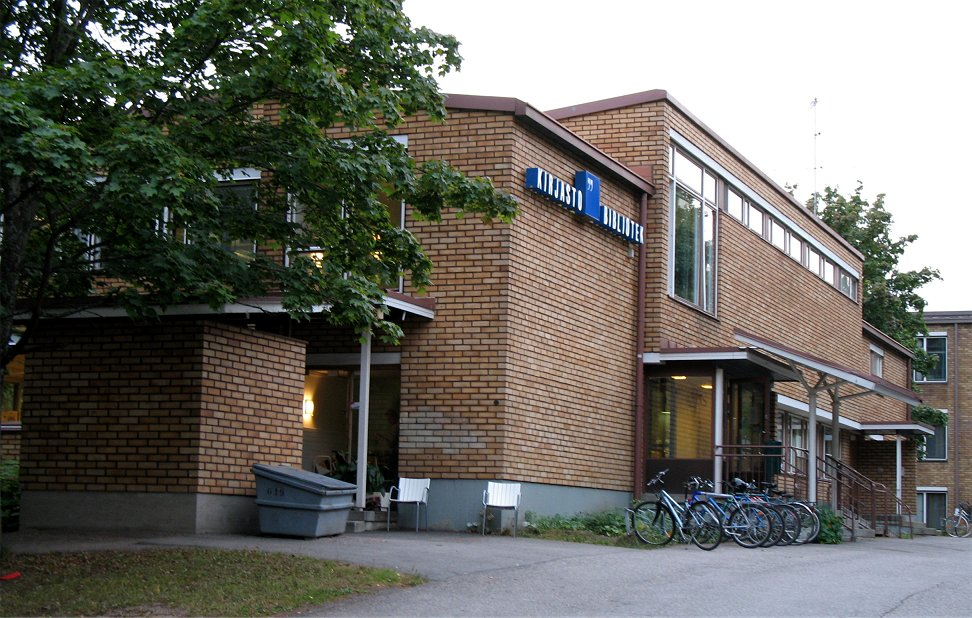
Biblioteket i Södra Haga

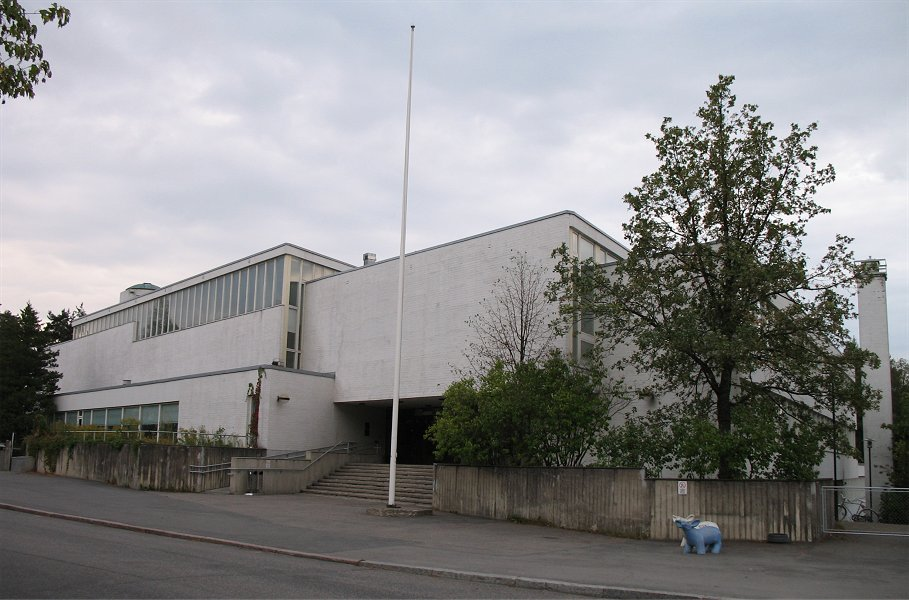
Gymnasiet Lärkan i Södra Haga

Helsingfors snabba tillväxt i början av 1900-talet fick stadens ledning att inse att det inte finns tillräckligt med plats för den växande befolkningen. Efter de första inkorporeringarna skedde följande steg 1920 då stadsfullmäktige gav en femmannakommitté i uppdrag att utreda saken. 1928 gav statsrådet i uppdrag åt Yrjö Harvia att behandla inkorporeringsfrågan. Hans mycket omfattande betänkande blev klart 1936.
Haga befann sig inom gränserna för det planerade Stor-Helsingfors. Harvia föreslog att köpingen som helhet skulle inkorporeras med Helsingfors. Det viktigaste argumentet var att områdena väster om staden inte kunde ordnas på ett tillfredsställande sätt om köpingen förblev självständig. Det andra argumentet var Hagas rätt dåliga ekonomiska situation.
Hagaborna hade redan vant sig vid tanken att självständigheten i något skede förloras. I det trängda ekonomiska läget gav Haga ett utlåtande som understödde en inkorporation, med vissa reserveringar. Det var meningen att inkorporeringen skulle ske 1941, men kriget kom emellan. Avgörandet skedde 5 oktober 1944 då statsrådet beslöt att Haga köping upphör och inkorporeras med Helsingfors från början av 1946. Till exempel grannkommunen Hoplax motsatte sig att bli inkorporerad.